# Reprezentacja Szwecji w koszykówce mężczyzn
Reprezentacja Szwecji w koszykówce mężczyzn - drużyna, która reprezentuje Szwecję w koszykówce mężczyzn. Za jej funkcjonowanie odpowiedzialny jest Szwedzki Związek Koszykówki (SBF). Obecnie zajmuje 66. miejsce w rankingu FIBA. Aktualnym trenerem jest Grek Kostas Flevarakis.
Reprezentacja Szwecji ośmiokrotnie brała udział w Mistrzostwach Europy - 1955, 1961, 1965, 1969, 1983, 1993, 1995, 2003.
Szwecja raz zagrała na igrzyskach olimpijskich, w 1980, zajmując 10. miejsce.

## Udział w imprezach międzynarodowych
- igrzyska olimpijskie (1 raz):
  - 1980 (10. miejsce)

- Mistrzostwa Europy (8 razy):
  - 1955 (16. miejsce)
  - 1961 (18. miejsce)
  - 1965 (16. miejsce)
  - 1969 (12. miejsce)
  - 1983 (12. miejsce)
  - 1993 (13. miejsce)
  - 1995 (11. miejsce)
  - 2003 (16. miejsce)
  - 2013 (13. miejsce)